# Touch Of Eternity
Touch Of Eternity este primul album al trupei Gothic România, lansat în anul 1997. Albumul a fost înregistrat în septembrie 1997, în Timișoara, România. A fost mixat și produs de către Alex Perin de la Umbra et Imago.

## Componență
- Alin Petrut - chitară, voce, chitară bas
- Francisc Donath - baterie
- Emil Ciuperca - chitară
- Willy Gorgan - clape
- Cornel Muntean - voce

## Lista cântecelor
| Nr.             | Titlu             | Lungime |  |
| 1.              | „Anguish”         | 8:51    |  |
| 2.              | „Charges”         | 4:47    |  |
| 3.              | „Memorial Winter” | 5:12    |  |
| 4.              | „Into The Light”  | 7:14    |  |
| 5.              | „Whispers”        | 4:02    |  |
| 6.              | „Regrets”         | 6:46    |  |
| 7.              | „The Flying”      | 9:05    |  |
| 8.              | „Eternity”        | 4:35    |  |
| 9.              | „Hand In Hand”    | 3:19    |  |
| Lungime totală: | Lungime totală:   | 53:51   |  |

## Legături Externe
- Pagina oficială de Facebook
- Pagina oficială de Youtube
- Pagina oficială de Instagram
- Pagina albumului de pe BandCamp